# فيرناندو غونزاليس
بالإسبانية Fernando Francisco González Ciuffardi فيرناندو فرانسيسكو غونزاليس، لاعب كرة مضرب تشيلي من مواليد ضاحية لارينا في العاصمة التشيلية سانتياغو .
يلقب بـ Bombardero de La Reina و Mano de Piedra .

## روابط خارجية
- فيرناندو غونزاليس على موقع رابطة محترفي التنس (الإنجليزية)
- فيرناندو غونزاليس على موقع الاتحاد الدولي لكرة المضرب (الإنجليزية)
- فيرناندو غونزاليس على موقع كأس ديفيز (الإنجليزية)
- فيرناندو غونزاليس على موقع خلاصة التنس.كوم (الإنجليزية)
- فيرناندو غونزاليس على موقع اللجنة الأولمبية الدولية (الإنجليزية)
- فيرناندو غونزاليس على موقع أوليمبيديا (الإنجليزية)